# Biblioteca de Grandes Pensadores
La Biblioteca de Grandes Pensadores fue una colección de la editorial española Gredos inaugurada en 2009.

## Características
Se trató de un proyecto insólito en la historia de la edición española al reunir por vez primera en una colección a 31 autores fundamentales de la filosofía occidental.
Cada uno de los 38 volúmenes originalmente editados que la compusieron, a los que se sumaron otros a posteriori, con una extensión de unas mil páginas e impresión en tapa dura en tela con sobrecubierta en papel de gran calidad, recogió en algunos casos las obras completas, y en otros las más representativas, de dichos pensadores. Se partió para ello de las mejores traducciones ya existentes más algunas inéditas. Cada tomo fue precedido por un extenso estudio introductorio que incluía la vida, obra, cronología, bibliografía y glosario correspondientes. Su labor vino avalada por los mejores eruditos, escritores y profesores de todas las universidades españolas y algunas extranjeras.
La colección fue coordinada por el filósofo y escritor Luis Fernando Moreno Claros, contando con la colaboración de la Universidad de Barcelona y el Círculo de Lectores. El director editorial del proyecto fue José Manuel Martos Carrasco, director de la Editorial Gredos, en colaboración con Margarita Medina.

## Catálogo
| El pensamiento griego clásico             |                                                         |     | |
| Platón                                    | Carlos García Gual (Prólogo) y Antonio Alegre Gorri     | I   | Apología de Sócrates, Critón, Eutifrón, Ion, Lisis, Cármides, Hipias menor, Hipias Mayor, Laques, Protágoras, Gorgias |
| Platón                                    | Carlos García Gual (Prólogo) y Antonio Alegre Gorri     | II  | Menéxeno, Eutidemo, Menón, Crátilo, Fedón, Banquete, Fedro |
| Platón                                    | Carlos García Gual (Prólogo) y Antonio Alegre Gorri     | III | República, Parménides, Teeteto |
| Platón                                    | Carlos García Gual (Prólogo) y Antonio Alegre Gorri     | IV  | Sofista, Político, Filebo, Timeo, Critias, Cartas |
| Aristóteles                               | Miguel Candel Sanmartín                                 |     | |
| Aristóteles                               | Miguel Candel Sanmartín                                 | I   | Protréptico, Metafísica |
| Aristóteles                               | Miguel Candel Sanmartín                                 | II  | Física, Acerca del alma, Poética |
| Aristóteles                               | Miguel Candel Sanmartín                                 | III | Ética nicomaquea, Política |
| El final de la filosofía antigua          |                                                         |     | |
| Cicerón                                   | David Morán                                             | -   | Del supremo bien y del supremo mal, Disputaciones tusculanas |
| Séneca                                    | Juan Manuel Díaz Torres                                 | -   | Consolaciones, Diálogos, Epístolas morales a Lucilio (selección) |
| Plotino                                   | Ignacio Guiu                                            |     | |
| Plotino                                   | Ignacio Guiu                                            | I   | Vida de Plotino (por Porfirio), Enéadas I-III |
| Plotino                                   | Ignacio Guiu                                            | II  | Enéadas IV-VI |
| La filosofía medieval                     |                                                         |     | |
| San Agustín                               | Salvador Antuñano Alea                                  | -   | Confesiones, Contra los académicos |
| Santo Tomás de Aquino                     | Eudaldo Forment                                         | -   | Suma contra los gentiles (selección), Suma de teología (selección) |
| Humanismo y Renacimiento                  |                                                         |     | |
| Erasmo                                    | Jordi Bayod y Joaquim Pareyada                          | -   | Enquiridion, Elogio de la locura, Coloquios (selección) |
| Maquiavelo                                | Juan Manuel Forte Monge                                 | -   | El príncipe, Discursos sobre la primera década de Tito Livio (selección) |
| Bruno                                     | Miguel Ángel Granada                                    | -   | La cena de las cenizas, De la causa, el principio y el uno, Del infinito: el universo y los mundos |
| La metafísica del racionalismo            |                                                         |     | |
| Pascal                                    | Alicia Villar Ezcurra                                   | I   | Pensamientos |
| Pascal                                    | Alicia Villar Ezcurra                                   | II  | Las provinciales, Opúsculos, Cartas, Obras matemáticas, Obras físicas |
| Descartes                                 | Cirilo Flórez Miguel                                    |     | |
| Descartes                                 | Cirilo Flórez Miguel                                    | I   | Reglas para la dirección del espíritu, Investigación de la verdad por la luz natural, Discurso del método, Las pasiones del alma, Tratado del hombre                                                                       |
| Descartes                                 | Cirilo Flórez Miguel                                    | II  | Meditaciones metafísicas, Conversación con Burman, Correspondencia con Isabel de Bohemia |
| Spinoza                                   | Luciano Espinosa                                        |     | |
| Spinoza                                   | Luciano Espinosa                                        | I   | Ética |
| Spinoza                                   | Luciano Espinosa                                        | II  | Tratado teológico-político, Tratado político |
| Leibniz                                   | Javier Echeverría                                       | -   | Discurso de metafísica, Monadología, Escritos |
| El empirismo británico                    |                                                         |     | |
| Hobbes                                    | José Rafael Hernández Arias                             | -   | Leviatán |
| Locke                                     | Agustín Izquierdo                                       | -   | Ensayo sobre el entendimiento humano, Segundo tratado sobre el gobierno, Escritos sobre la tolerancia |
| Berkeley                                  | Carlos Mellizo                                          | -   | Tratado sobre los principios del conocimiento humano, Alcifrón |
| Hume                                      | José Luis Tasset                                        | -   | Tratado de la naturaleza humana |
| La ilustración francesa                   |                                                         |     | |
| Voltaire                                  | Fernando Savater (Prólogo) y Martí Domínguez            |     | |
| Voltaire                                  | Fernando Savater (Prólogo) y Martí Domínguez            | I   | Cartas filosóficas, Diccionario filosófico, Memorias |
| Voltaire                                  | Fernando Savater (Prólogo) y Martí Domínguez            | II  | Opúsculos, Cuentos |
| Rousseau                                  | Sergio Sevilla                                          |     | |
| Rousseau                                  | Sergio Sevilla                                          | I   | Discurso sobre las ciencias y las artes, Discurso sobre el origen y los fundamentos de la desigualdad entre los hombres, El contrato social                                                                                |
| Rousseau                                  | Sergio Sevilla                                          | II  | Emilio o la educación |
| La filosofía trascendental y el idealismo |                                                         |     | |
| Kant                                      | José Luis Villacañas                                    | I   | Crítica de la razón pura |
| Kant                                      | Maximiliano Hernández                                   | II  | Fundamentación para una metafísica de las costumbres, Crítica de la razón práctica, Hacia la paz perpetua |
| Kant                                      | Maximiliano Hernández                                   | III | Crítica del juicio, ¿Qué es la Ilustración?, El conflicto de las facultades |
| Herder                                    | Pedro Ribas                                             | -   | Ensayo sobre el origen del lenguaje, Otra filosofía de la historia para la educación de la humanidad, Ideas para la filosofía de la historia de la humanidad (selección), Una metacrítica de la "Crítica de la razón pura" |
| Fichte                                    | Faustino Oncina Coves                                   | -   | Fundamento de toda la doctrina de la ciencia, Discursos a la nación alemana |
| Hegel                                     | Volker Rühle                                            | I   | Fenomenología del espíritu |
| Hegel                                     | Volker Rühle                                            | II  | Diferencia entre los sistemas de filosofía de Fichte y Schelling, Lecciones de la filosofía de la historia |
| Schelling                                 | Raúl Gabás                                              | -   | Sistema del idealismo trascendental, Las ideas del mundo |
| Grandes filósofos del siglo XIX           |                                                         |     | |
| Schopenhauer                              | Luis Fernando Moreno Claros                             | I   | El mundo como voluntad y representación I |
| Schopenhauer                              | Luis Fernando Moreno Claros                             | II  | El mundo como voluntad y representación II |
| Kierkegaard                               | Darío González                                          | -   | Diapsálmata, Repercusión de la tragedia antigua en la moderna, La validez estética del matrimonio, Temor y temblor |
| Marx                                      | Jacobo Muñoz                                            | -   | Textos de filosofía, política y economía, Manuscritos de París, Manifiesto del Partido Comunista, Crítica del programa de Gotha                                                                                            |
| Nietzsche                                 | Germán Cano                                             | I   | El nacimiento de la tragedia, El caminante y su sombra, La ciencia jovial |
| Nietzsche                                 | Germán Cano                                             | II  | Así habló Zaratustra, Más allá del bien y del mal |
| Nietzsche                                 | Germán Cano                                             | III | La genealogía de la moral, El crepúsculo de los ídolos, El Anticristo, Primeros opúsculos |
| Pensadores del siglo XX                   |                                                         |     | |
| Ortega y Gasset                           | Javier Gomá Lanzón (Prólogo) y José Lasaga Medina       | I   | Meditaciones del Quijote, ¿Qué es filosofía?, La rebelión de las masas |
| Ortega y Gasset                           | Javier Gomá Lanzón (Prólogo) y José Lasaga Medina       | II  | Pidiendo un Goethe desde dentro, En torno a Galileo, Historia como sistema, Ideas y creencias, Prólogo a "Historia de la filosofía", de Émile Bréhier, La idea de principio en Leibniz (selección)                         |
| Wittgenstein                              | Luis Fernando Moreno Claros (Prólogo) e Isidoro Reguera | I   | Tractatus logico-philosophicus, Sobre la certeza |
| Wittgenstein                              | Luis Fernando Moreno Claros (Prólogo) e Isidoro Reguera | II  | Investigaciones filosóficas |
| Wittgenstein                              | Luis Fernando Moreno Claros (Prólogo) e Isidoro Reguera | III | Diario filosófico (1914-1916), Diarios secretos, Movimientos del pensar. Diarios (1930-1932/1936-1937), Observaciones a "La rama dorada" de Frazer, Zettel                                                                 |